# Prodidomus bryantae
Prodidomus bryantae är en spindelart som beskrevs av Alayón 1995. Prodidomus bryantae ingår i släktet Prodidomus och familjen Prodidomidae.
Artens utbredningsområde är Kuba. Inga underarter finns listade i Catalogue of Life.